# KPV
KPV (rusko Крупнокалиберный Пулемёт Владимирова) je težki mitraljez kalibra 14,5 mm, zasnovan v Sovjetski zvezi. V operativno rabo je bil uveden leta 1949 kot pehotno orožje, vendar so ga v 60-ih letih zaradi velikosti in teže umaknili ter ga predelali v protiletalsko orožje, saj je efektivni bojni doseg okoli 3 km vodoravno in 2 km navpično. 
Je glavni oborožitveni sistem serije protiletalskih orožij ZPU, uporablja pa se tudi kot lahko protioklepno orožje pri seriji oklepnih transporterjev BTR in izvidniških vozili BDRM-2. Dandanes ga uporabljajo številne oborožene sile. V Slovenski vojski se uporablja na patruljni ladji Triglav.

## Galerija
- KPVT na kupoli oklepnega vozila BTR-80
- Krogli kalibra 14,5 mm in njuni jedri
- KPV na terencu Iraške policije
- Burundski vojak meri protiletalsko orožje ZPU-1
- ZPU-2 z dvema mitraljezoma KPV